# Wolfgang Kryszohn
Wolfgang Kryszohn (* 6. Februar 1942 in Braunschweig; † 27. Februar 2023 in Hamburg) war ein deutscher Journalist.

## Leben
Kryszohn verfasste bereits in den 1960er-Jahren Sportberichte für das Hamburger Abendblatts, für das er zuletzt bis 1978 deren stellvertretender Chefredakteur war. Aufgrund seiner Berufung zum Chefredakteur der Tageszeitung Berliner Morgenpost wechselte er danach nach Berlin. Gemeinsam mit Willi Schmitt führte er 1984 bis 1987 in einer Doppelspitze als Chefredakteur die Zeitung Bild am Sonntag, danach von 1988 bis 1990 ebenfalls als Chefredakteur die Kieler Nachrichten. Von Juli bis August 1991 war er kurzfristig bei der der Bild ähnlichen spanischen Zeitung Claro unter Vertrag, um die dortige Redaktion aufzulösen. 1991 bis 1992 leitete er als Chefredakteur die Ausgaben der Bild-NeueBundesländer/Berlin. Von August 1992 bis September 1996 war Kryszohn Chefredakteur der Tageszeitung B.Z. und der B.Z. am Sonntag, von 1996 bis 1998 Herausgeber der B.Z. und B.Z am Sonntag sowie der Berliner Morgenpost. Zuletzt arbeitete Kryszohn als Medienberater und Freier Journalist.